# Charles Gravier de Vergennes

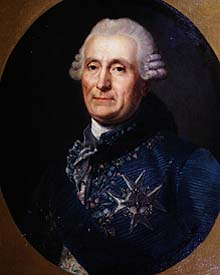
Charles Gravier de Vergennes.

Charles Gravier, graaf de Vergennes (Dijon, 29 december 1719 - Versailles, 13 februari 1787) was een Frans staatsman en diplomaat. Vanaf 1774 was hij minister van Buitenlandse Zaken onder Lodewijk XVI en speelde een belangrijke rol in de Amerikaanse Onafhankelijkheidsoorlog.
Vergennes kon opklimmen in de diplomatieke rangen bij missies in Portugal en Duitsland en werd in 1755 gezant naar het Ottomaanse Rijk, wat toen een erg belangrijke post was. Toen hij daar was, overzag hij complexe onderhandelingen die leidden tot de Renversement des alliances alvorens in 1768 teruggeroepen te worden naar Frankrijk.
Vergennes hoopte door Frankrijk hulp te geven aan de Amerikaanse rebellen dat hij de Britse dominantie op internationaal vlak als gevolg van hun overwinning in de Zevenjarige Oorlog kon stoppen. De gematigde resultaten na de Amerikaanse onafhankelijkheid zorgden echter voor weinig economisch gewin. De kosten van de oorlog beschadigden de Franse nationale financiën echter zwaar en dit was een van de oorzaken van de Franse Revolutie van 1789. In de jaren 1780 was hij een dominante figuur in de Franse politiek.

## Vroege leven
Zijn familie waren leden van landsaristocratie. Charles Gravier de Vergennes bracht zijn jeugd door in het herenhuis op de landgoederen van de familie in Dijon. Zijn oudere broer Jean erfde na de dood van hun vader de familiale bezittingen. Toen Charles drie jaar oud was, overleed zijn moeder en later hertrouwde zijn vader. Vergennes kreeg onderwijs van de Jezuïeten van Dijon. In 1739 aanvaardde hij een aanbod om naar Lissabon te gaan als assistent van Théodore Chevignard de Chavigny, zijn "oom" (In feite was hij maar een ver familielid). Chevignard was een diplomaat en ambassadeur naar Portugal.

## Diplomatieke loopbaan

### Portugal en Beieren

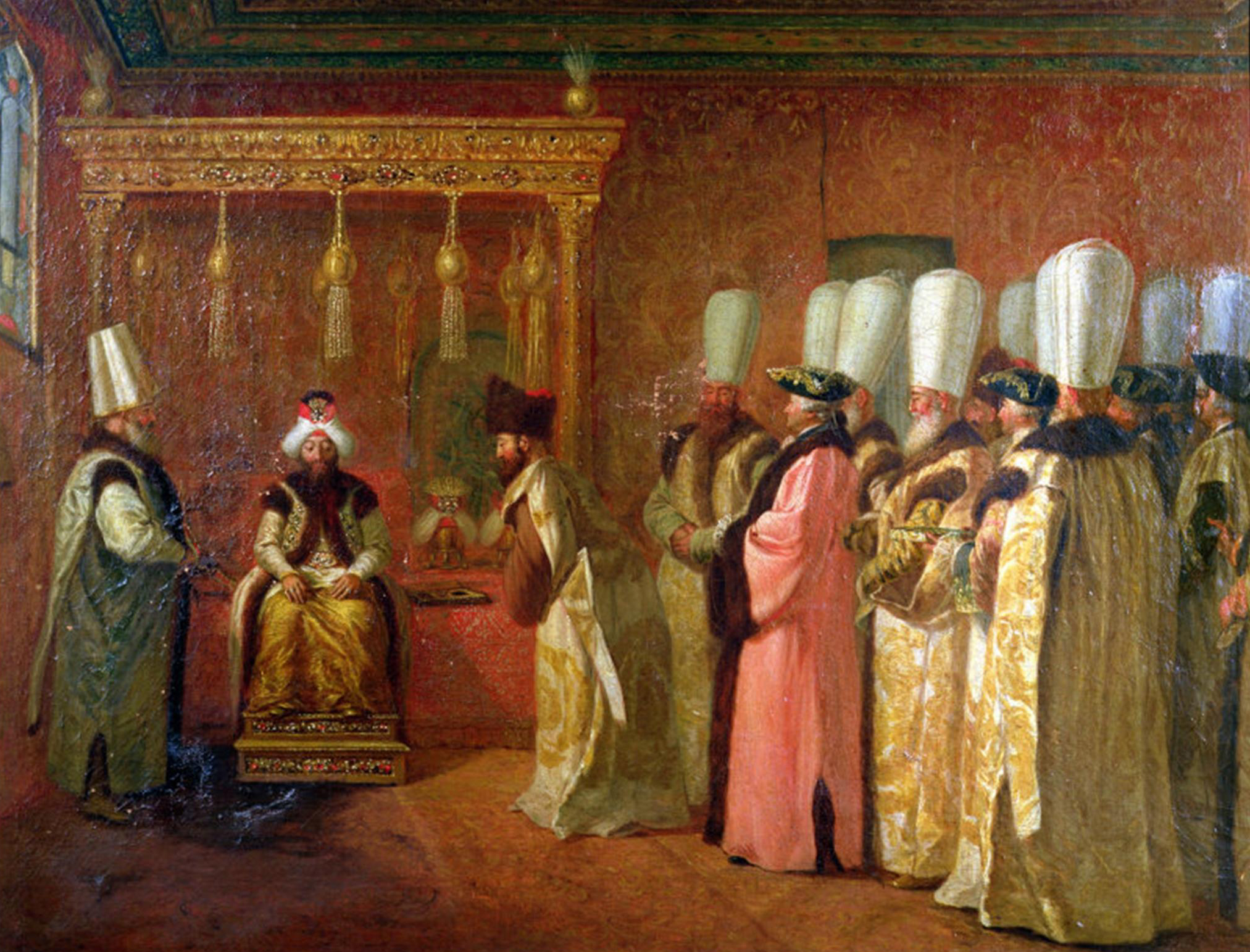
Audiëntie van Charles Gravier de Vergennes met sultan Osman III in 1755, Pera Museum, Istanboel

Het doel van Chavigny en Vergennes in Lissabon was om Portugal bij de Oostenrijkse Successieoorlog aan de kant van Groot-Brittannië te krijgen, een taak die relatief eenvoudig was aangezien Portugal een kleine interesse had om aan de oorlog deel te nemen. In 1743 vergezelde Vergennes zijn oom naar het hof van Keizer Karel VII Albrecht, de heerser van Beieren en Heilig Roomse Keizer. Karel VII was een belangrijke bondgenoot van Frankrijk in de lopende oorlog tegen Oostenrijk en ze probeerden hem in de oorlog te houden door zijn bezorgdheid weg te nemen en dit lukte met veel succes. Daarna waren ze belangrijk in de overeenkomst van de Unie van Frankfurt, een pact met verschillende Duitse heersers om de belangen van Karel VII te steunen. Na de plotse dood van Karel VII beloofden Chavigny en Vergennes zijn opvolger Maximiliaan III Jozef te steunen, maar ze konden niet voorkomen dat hij zijn hoofdstad München verloor en dat hij bij de Vrede van Füssen vrede moest sluiten met Oostenrijk. In november 1745 werd Chavigny ontheven van zijn post en keerde samen met Vergennes terug naar Frankrijk. In 1746 keerden de twee terug naar Portugal om daar hun vroegere posten opnieuw op te nemen. In 1749 werden ze ontheven van hun mandaten nadat ze tevergeefs hadden onderhandeld over een commercieel verdrag.

### Het Congres van Hannover
Na hun terugkeer in Frankrijk werden Vergennes en zijn oom belangrijke raadgevers van de Franse minister van Buitenlandse Zaken Puiseulx. Toen Chavigny in Versailles Lodewijk XV ontmoette, lobbyde hij bij de koning om Vergennes een belangrijke positie te geven. In 1750 werd Vergennes benoemd tot ambassadeur naar het Keurvorstendom Trier, een van de kleinere Duitse keurvorstendommen. Hij werd onmiddellijk geconfronteerd met de plannen van de Britten om de Oostenrijkse aartshertog Jozef op de Heilig Roomse troon te krijgen. De Oostenrijkers hadden eeuwenlang deze titel gehad tot in 1740, toen dat Karel VII van Beieren tot Heilig Roomse Keizer verkozen werd en dat rechtstreeks leidde tot de Oostenrijkse Successieoorlog. De titel kwam echter terug onder controle van de Oostenrijkers nadat de Vrede van Aken de Oostenrijkse Successieoorlog
beëindigde.
De Britse strategie werd geleid door de Hertog van Newcastle, minister van Buitenlandse Zaken en broer van de eerste minister. Newcastle hoopte dat de verkiezing een terugkeer van de oorlog zou voorkomen door de voortdurende Oostenrijkse overheersing over Duitsland te garanderen. De Fransen zagen dit voorstel als een regeling van de Britten om hun macht in Duitsland te kunnen vergroten. Vergennes' benoeming was bedoeld om te laten zien dat Frankrijk tegen het Britse plan was en Trier werd beschouwd als een grote strategische plek voor deze missie. Vergennes kon de heerser van Trier overtuigen om te weigeren voor aartshertog Jozef te stemmen en kon verder verzet mobiliseren.
In 1752, in een poging om de zaak te regelen, reisde Newcastle naar Hannover, waar een speciaal congres was samengeroepen. In april 1752 werd Vergennes benoemd tot speciaal gezant van George II van Groot-Brittannië in zijn aparte functie van keurvorst van Hannover. Vergennes zijn taak was om de Franse belangen op het congres te laten gelden, ofwel door de verkiezingen te annuleren ofwel door ze volledig te blokkeren. Om dit mogelijk te maken, verdedigde Frankrijk de eisen van de aan Frankrijk geallieerde Palatine om de betaling van geld dat ze eisten van Oostenrijk en Groot-Brittannië voordat de verkiezingen zouden plaatsvinden. De Britten waren wel bereid om dit te doen, maar Oostenrijk weigerde om dit te accepteren. Dit zorgde voor spanningen tussen de twee landen en die brachten de Brits-Oostenrijkse Alliantie in gevaar.
Het congres werd gezien als een diplomatieke overwinning voor Vergennes en van Newcastle kreeg hij lof voor zijn diplomatieke vaardigheden. In een laatste poging om een akkoord te krijgen met Oostenrijk werd Vergennes in januari 1753 naar de Palatine gezonden en daar bevestigde hij om vast te houden aan de strategie van Frankrijk. Ook was hij kritisch over de Britse democratie en was hij bezorgd over de opkomende macht van Rusland.

### Ottomaanse Rijk

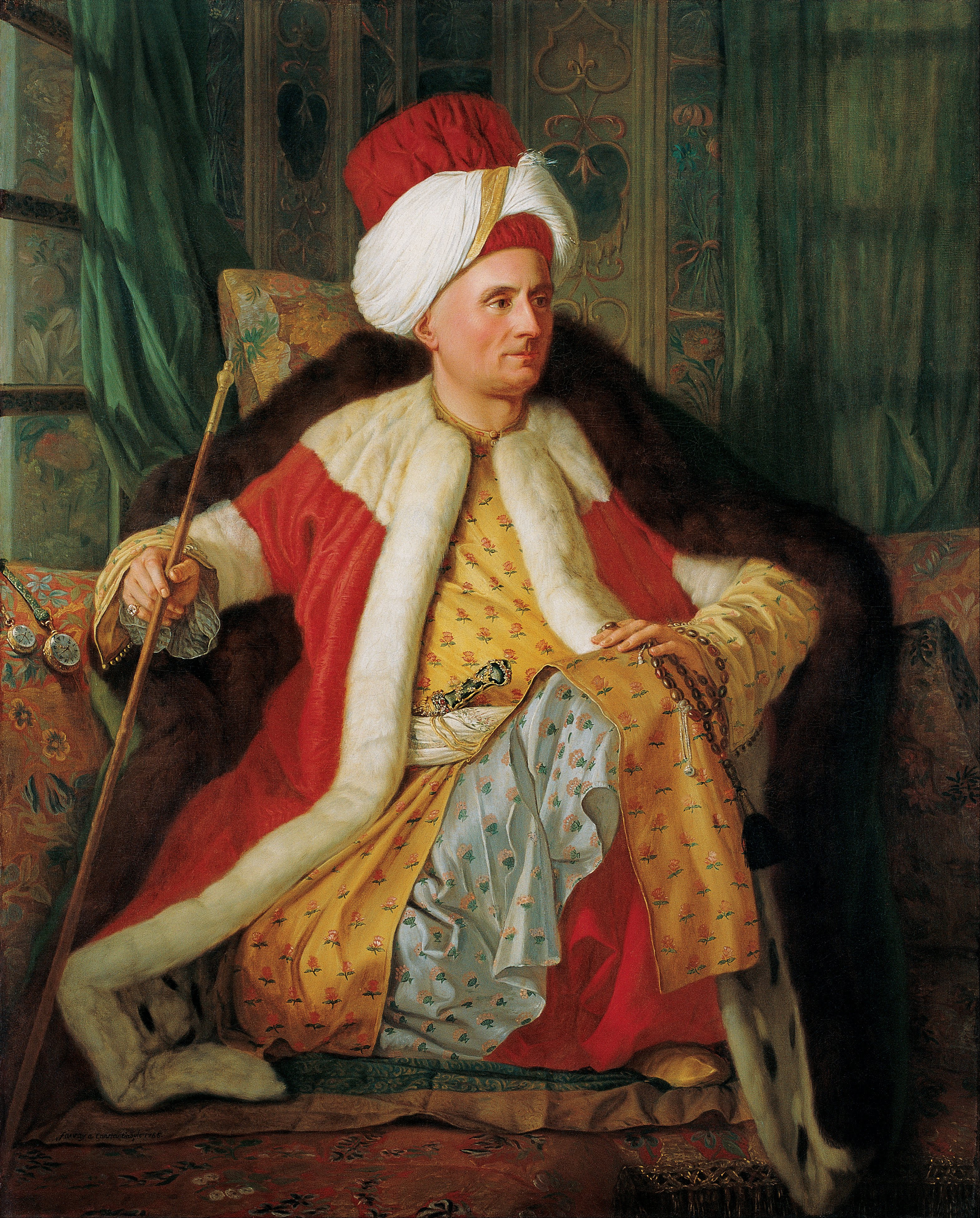
Charles Gravier de Vergennes in Ottomaanse klederdracht (1766), geschilderd door Antoine de Favray, Pera Museum, Istanboel.

Zijn succesvolle verdediging van de Franse belangen in Duitsland zorgden ervoor dat Vergennes dacht dat hij de volgende Franse ambassadeur in Beieren zou worden. In 1755 werd hij echter naar het Ottomaanse Rijk gezonden, eerst als gevolmachtigd minister, later als volwaardig ambassadeur. De reden dat Vergennes eerst gevolmachtigd minister was, was dat het ambassadeurschap een tijdrovende ceremoniële positie zou zijn en ook was er een gevoel van voorzichtigheid na de dood van de vorige ambassadeur. Voordat hij Frankrijk verliet, werd Vergennes ingelicht van het Secret du Roi, een geheime correspondentie tussen de koning en zijn ambassadeurs om politieke informatie in te winnen.
Vergennes arriveerde in Constantinopel toen de Zevenjarige Oorlog aan het opborrelen was en toen de nieuwe monarch Osman III recent de troon had bestegen. De Ottomanen waren traditioneel bondgenoten van de Fransen en waren voor hen ook een belangrijke handelspartner, maar de verzwakking van het Ottomaanse Rijk en de groei van Rusland bedreigden het oude systeem. Buiten hun dichte banden hadden Frankrijk en het Ottomaanse Rijk geen formele alliantie. In zijn officiële orders werd Vergennes gevraagd om geen enkel verdrag te sluiten, maar hij kreeg geheime instructies van de koning om een verslag te sluiten waarin hij de regelingen van de koning in verband met Oost-Europa te laten goedkeuren. Zijn taak was om de Ottomanen ervan te overtuigen om de Russische dreiging op Polen te verminderen door samen te werken met Pruisen. De renversement des alliances in 1756 zorgde er echter voor dat er alliantie kwam tussen Frankrijk met Oostenrijk en Rusland, de vijanden van Pruisen. Dit dwong Vergennes om zijn anti-Russische retoriek te stoppen. De Ottomaanse leiders waren echter zeer verontwaardigd door deze Frans-Oostenrijkse Alliantie en zagen het als een vijandigheid tegenover hen. De volgende vijf jaar probeerde Vergennes de relaties tussen Frankrijk en het Ottomaanse Rijk te herstellen en de Ottomanen ervan te overtuigen noch Oostenrijk noch Rusland aan te vallen, waar de Pruisische gezanten op hadden aangespoord.
Tegen het einde van de Zevenjarige Oorlog kreeg Vergennes echter met nieuwe problemen te maken. Na de afzetting van Peter III van Rusland door zijn vrouw Catharina veranderde het Russische beleid drastisch. Dit zorgde ervoor dat Vergennes zijn vroegere politiek van anti-Russische gevoelens aanmoedigen weer toepaste. Dezelfde tijd moest hij ook omgaan met de gevolgen van een diefstal van een Ottomaans vlaggenschip door christelijke gevangen, die het schip meegenomen hadden naar Malta. De sultan dreigde om een grote vloot te bouwen en om een invasie te doen op het eiland. Hierdoor dreigde er een belangrijke oorlog in het Middellandse Zeegebied te ontstaan. Aangezien Frankrijk nog een grote oorlog niet zag zitten, verdedigde Vergennes Malta. Uiteindelijk kwam er een akkoord tussen Frankrijk en de sultan waarin stond dat de Ottomanen hun vlaggenschip terugkregen, maar dat de gevangenen op Malta mochten blijven.
De Vrede van Parijs in 1763 maakte een einde aan de Zevenjarige Oorlog, maar Frankrijk moest aanzienlijk veel buitenlands grondgebied aan Groot-Brittannië geven. Vergennes was persoonlijk erg ontgoocheld door de daling van het Franse prestige. Ook werd hij gealarmeerd door de verzwakking van de Franse invloed in Polen, waar in 1764 de pro-Russische kandidaat Stanislaus August Poniatowski tot koning werd verkozen en Frankrijk was machteloos om dit te kunnen voorkomen. De pogingen van Vergennes om de Ottomanen ervan te overtuigen om in te grijpen bij de verkiezingen werden echter ondermijnd door het feit dat het mislukte om een Franse kandidaat voor het koningschap van Polen te vinden en uiteindelijk moesten zowel Frankrijk als het Ottomaanse Rijk Stanislaus erkennen als koning. Omdat die echter een minnaar van Catharina de Grote was, werd er gedacht dat Polen een satellietstaat van Rusland zou worden of dat de twee landen zelfs werden samengevoegd.

### Huwelijk en terugroeping naar Frankrijk

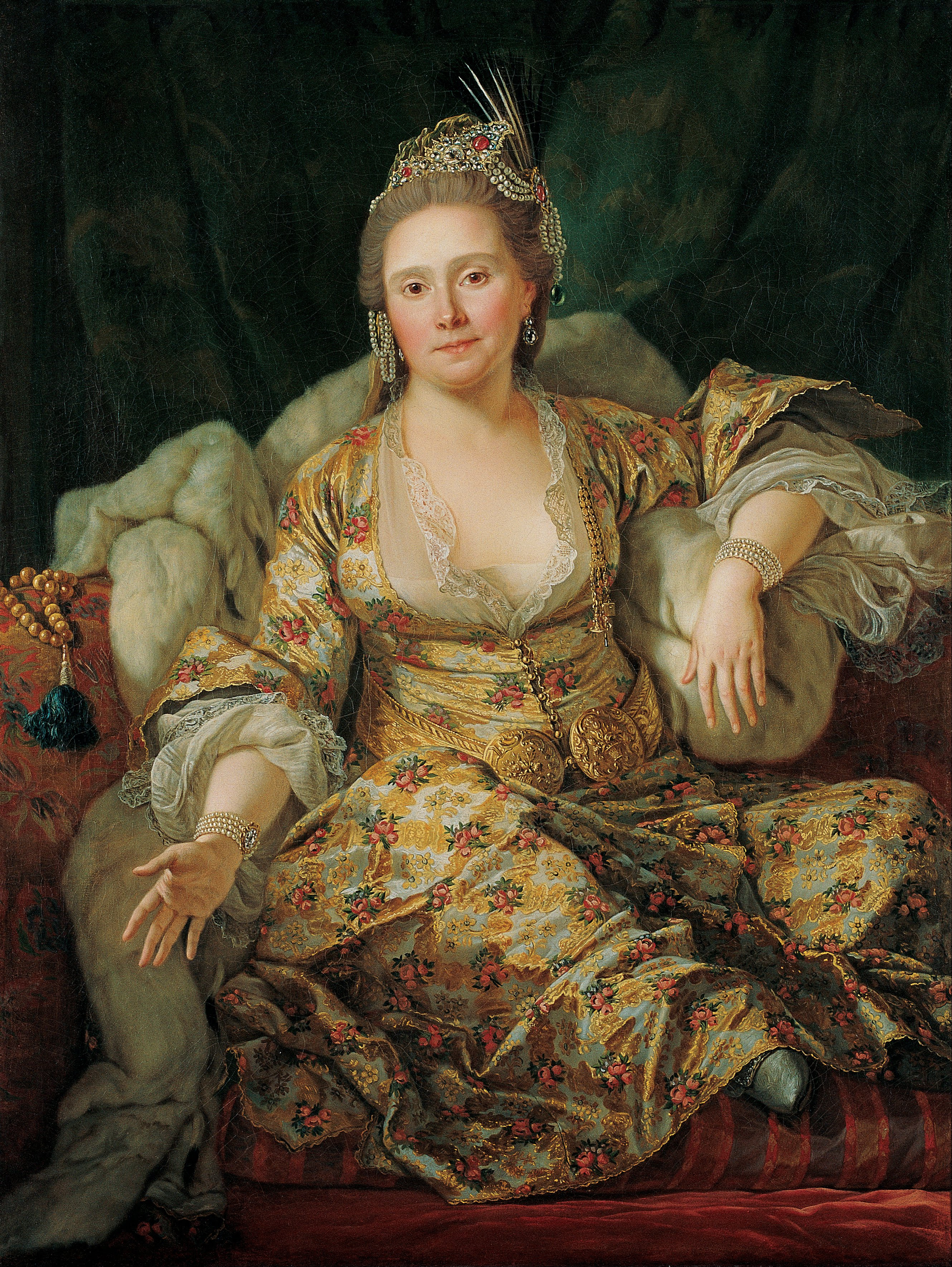
De vrouw van Charles Gravier de Vergennes, Annette Duvivier, hertogin de Vergennes, in oosterse klederdracht, door Antoine de Favray.

In 1768 werd Charles Gravier de Vergennes teruggeroepen naar Frankrijk, waarschijnlijk om te trouwen met Annette Duvivier (1730-1798), die gedurende zijn ambassadeurschap als minnares al enkele jaren met hem samenwoonde. Toen Gravier de Vergennes huwde, deed hij dat zonder de toestemming van de koning. Annette Duvivier was de weduwe van Francesco Testa (1720-1754), een lid van een van de oudste en voornaamste families uit Genua. Op 24-jarige leeftijd werd hij weduwe en enkele jaren later ontmoette ze Charles Gravier de Vergennes, met wie ze twee kinderen kreeg.
Wellicht was er echter een heel andere reden waarom Vergennes naar Frankrijk teruggeroepen werd. De minister van Buitenlandse Zaken, de hertog de Choiseul vond hem incompetent omdat er geen oorlog kwam tussen Rusland en het Ottomaanse Rijk, waar hij al heel lang op hoopte. Choiseul wou de macht van Rusland afzwakken omdat ze volgens hem te sterk werden in de Oostzee. Choiseul wou dat doen door Rusland oorlog te laten krijgen met de Ottomanen. Ondanks dat Vergennes deze strategie onverstandig vond, probeerde hij in Constantinopel de Ottomanen ervan te overtuigen om Rusland de oorlog te verklaren door duidelijk te maken dat het de enige manier was om de macht van Rusland af te zwakken.
Het huwelijk van Vergennes had plaats zonder de toestemming van de koning, wat nochtans verplicht was voor Franse ambassadeurs. In Frankrijk kreeg hij dan ook een sterke afkeuring voor zijn huwelijk en Vergennes viel in ongenade. Ondanks zijn twijfels was Vergennes echter succesvol in het overtuigen van de Ottomanen om Rusland de oorlog te verklaren en in 1768 brak de Russisch-Turkse Oorlog uit. Ondanks zijn tegenstand voor deze politiek, kon Vergennes opnieuw wat krediet winnen in Frankrijk nadat hij zijn orders opgevolgd had. Rond deze periode ontwikkelden zowel Vergennes als Choiseul een wederzijdse afkeer voor elkaar.

### Zweden
Na het ontslag van Choiseul in 1770 werd Vergennes naar Zweden gezonden met instructies om de pro-Franse Hatspartij te helpen met geld en advies. De staatsgreep waarbij koning Gustaaf III op 19 augustus 1772 de absolute macht greep, was een grote diplomatieke overwinning voor Frankrijk en het maakte ook een eind aan de Zweedse Periode van Vrijheid.

## Minister van Buitenlandse Zaken
Na de troonsbestijging van Lodewijk XVI in 1774 werd Vergennes minister van Buitenlandse Zaken. Zijn beleid werd overheerst door de overtuiging dat de macht van Groot-Brittannië en van Rusland ingeperkt moesten worden. Toen hij benoemd werd, had hij al een diplomatieke loopbaan van meer dan dertig jaar achter de rug. Vergennes gaf eerlijk toe dat hij doorheen de jaren de ontwikkelingen in Frankrijk heel weinig had opgevolgd en door sommige politieke opponenten werd hij bespot als "buitenlander". Ondanks dat kon hij de visie van Frankrijk op buitenlands vlak op een meer abstracte manier bekijken en nam buitenlandse zaken ook in zijn Europese context.

## De Amerikaanse Onafhankelijkheidsoorlog
Vergennes' rivaliteit met de Britten en zijn wens om de rampen van de Zevenjarige Oorlog te wreken, zorgden ervoor dat hij tijdens de Amerikaanse Onafhankelijkheidsoorlog de Dertien Koloniën steunde. Historici geloven dat, wegens de financiële problemen voor Frankrijk, dit een van de belangrijkste oorzaken was van de Franse Revolutie van 1789. Al in 1765 voorspelde Vergennes dat het verlies van Noord-Amerikaans grondgebied voor Frankrijk zou betekenen dat de Amerikanen zich van hun "ketens zouden ontdoen". In 1775 braken de eerste gevechten uit en in 1776 verklaarden de kolonisten zich onafhankelijk.

### Toetreding tot de oorlog

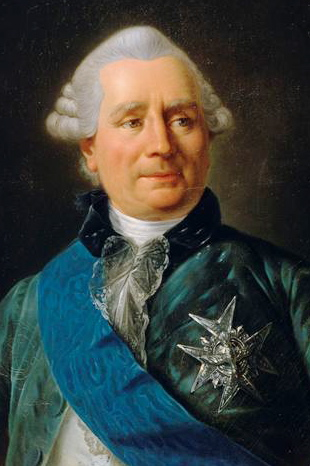
Charles Gravier de Vergennes door Antoine-François Callet.

Lang voor openlijk bekend werd dat Frankrijk mee ging doen in de oorlog, keurde Vergennes het plan van Pierre Beaumarchais voor geheime Franse hulp goed. Vanaf begin 1776 gaf Frankrijk leveringen, wapens, munitie en vrijwilligers aan de Amerikaanse rebellen. De zwakte van de Britse marineblokkade voor de Amerikaanse kusten zorgde ervoor dat grote hoeveelheden van deze goederen naar het continent gesmokkeld konden worden. In 1777 informeerde Vergennes aan de Amerikaanse commissarissen in Frankrijk dat Frankrijk de Verenigde Staten erkende en dat ze bereid waren om een offensieve en defensieve alliantie met de nieuwe staat aan te gaan. Als gevolg van de Britse nederlaag bij de Slag bij Saratoga vreesde Vergennes dat de Britten en de kolonisten zich weleens konden verzoenen. Hij haastte zich om een alliantie te vormen met de Amerikanen uit angst dat de Britten en de Amerikanen zouden samenwerken om Frankrijk aan te vallen.
Lange tijd had Vergennes het plan om samen met Spanje toe te treden tot de oorlog. Karel III van Spanje was echter meer geïnteresseerd om het conflict op te lossen en wou geen koloniale revoluties aanmoedigden. Vergennes probeerde om een alliantie door te drukken terwijl hij overlegde met Benjamin Franklin, de Amerikaanse gezant, die zeer zeker tot oorlog zou leiden met Groot-Brittannië. Als gevolg van de Frans-Amerikaanse Alliantie weigerden de Amerikanen vredesoffers van de Britten, gemaakt door de Vredescommissie van Carlisle.

### Strategie
Hoewel de Amerikaanse rebellen zeer optimistisch waren door de toetreding van Frankrijk in de oorlog, konden de nieuwe krachten echter niet snel de balans van de macht in Noord-Amerika beïnvloeden. Een vloot onder admiraal d'Estaing zeilde naar Noord-Amerika om de rebellen te assisteren, maar slaagde niet in aanvallen op Britse krachten in Rhode Island en Savannah. Dit zorgde voor aanzienlijke spanningen in de relaties tussen Frankrijk en Amerika en Vergennes begon grote hoeveelheden geld te sturen om de oorlogsinspanningen weer te kunnen opdrijven, maar de Britten namen weer het initiatief met hun Zuidelijke Strategie.
Toen Spanje in 1779 toch besloot mee te doen met de oorlog, was de vloot van de geallieerden nu aanzienlijk veel groter dan die van de Britse Koninklijke Marine, maar hun poging om een invasie in Groot-Brittannië te doen mislukte. Dit ondermijnde de plannen van Vergennes heel erg, omdat hij hoopte op een snelle en eenvoudige oorlog tegen de Britten. Het beloofde veel moeilijker en duurder te worden dan hij eigenlijk had gehoopt.

### Het Verdrag van Gewapende Neutraliteit
Bij een reeks van onderhandelingen probeerde Vergennes een gewapende neutraliteit van de noordelijke Europese staten te verkrijgen, wat uiteindelijk werd bereikt door Catharina II van Rusland. Groot-Brittannië verklaarde de oorlog aan de Nederlandse Republiek om de Nederlanders proberen tegen te houden om toe te treden tot het Verbond. Vergennes geloofde dat de Nederlandse Republiek de waardevolste bondgenoot zou zijn, omdat ze dan een Britse blokkade zouden kunnen doen. Kort had Vergennes de hoop dat Rusland tot de Britse oorlog tegen de Nederlanders zou toetreden om de Nederlanders te helpen, maar uiteindelijk weigerde Catharina II dit. De toetreding van Nederland tot de oorlog zorgde ervoor dat er meer geld uit de Franse schatkist moest komen, aangezien ze de Nederlanders financieel wilden steunen wegens de oorlog met Groot-Brittannië.
Vergennes trad ook op als tussenpersoon in de Beierse Successieoorlog tussen Oostenrijk en Pruisen, aangezien hij vreesde dat er nieuwe grote Europese oorlog zou uitbreken. Hij wilde namelijk niet dat de Franse en Spaanse legers die in Amerika tegen de Britten aan het vechten waren naar Centraal-Europa overgebracht moesten worden. Het conflict werd uiteindelijk relatief vredevol beëindigd bij het Verdrag van Teschen, waarbij Frankrijk een waarborg was. De strategie van Vergennes om te voorkomen dat Groot-Brittannië geallieerden kon krijgen bij de Europese grootmachten was een succes. In vergelijking met vorige oorlogen moest Groot-Brittannië nu vechten zonder een belangrijke bondgenoot aan hun zijde.

### Yorktown
De eerste Franse expeditie naar Amerika onder d'Estaing keerde in 1780 naar Frankrijk terug. Het jaar erna vertrok een andere vloot onder Admiraal de Grasse naar Amerika.
De Expédition Particulière, een aanzienlijke troepenmacht van Franse soldaten onder de graaf de Rochambeau arriveerde in juli 1780 in Amerika. In oktober 1781 speelde dit leger een sleutelrol in de overgave van het Britse leger bij de Slag bij Yorktown. Ondanks dat de Britten nog een grote militaire aanwezigheid hadden in hun kolonies en ze hun belangrijkste steden onder hun controle konden houden, besliste het Britse Parlement begin 1782 om verdere offensieven tegen de Amerikanen op te schorten. Dit was niet van toepassing bij hun andere vijanden in andere grondgebieden buiten Amerika.

### 1782

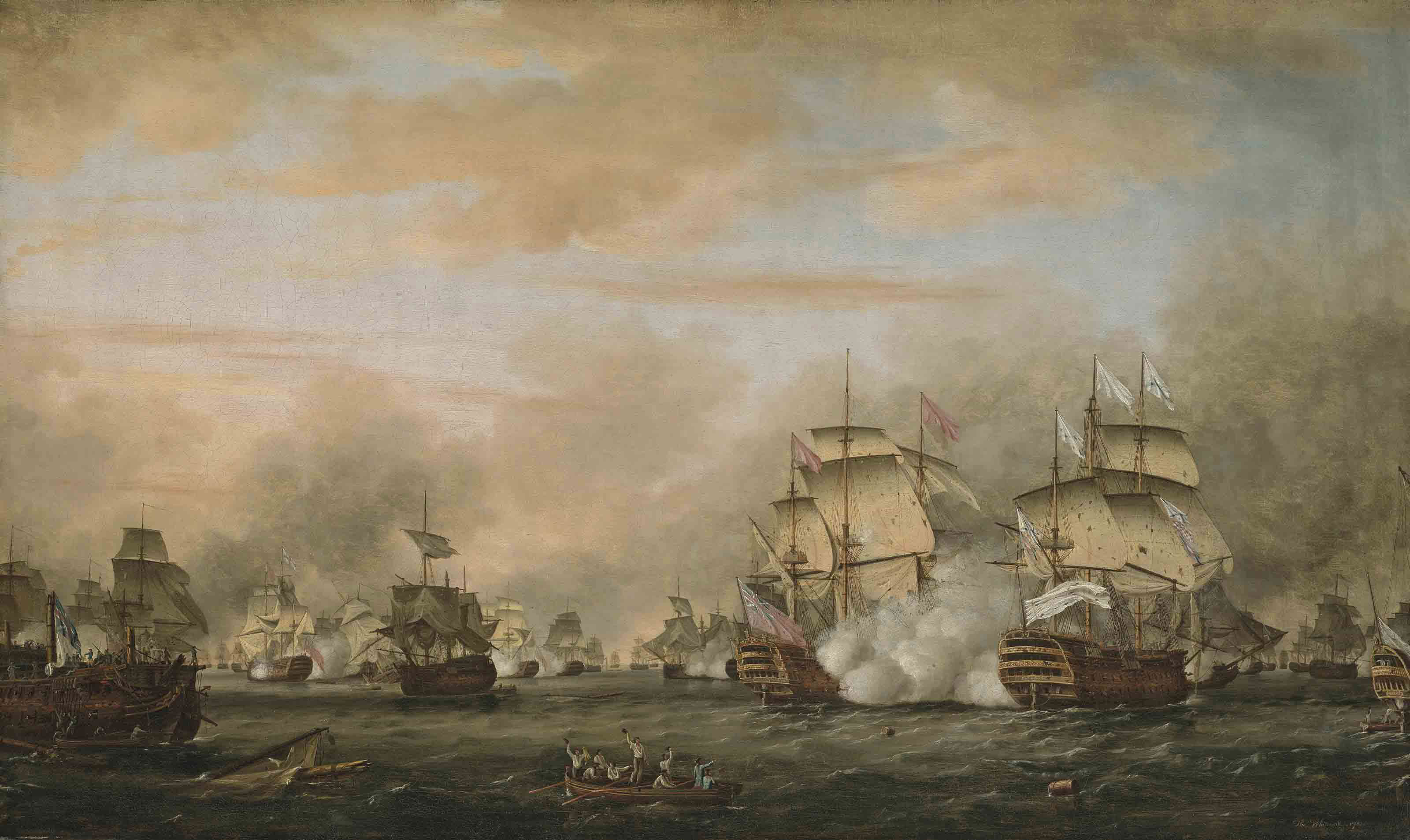
De Slag van de Saintes. De nederlaag van de Franse vloot betekende een grote klap voor de oorlogsplannen van de geallieerden in dat jaar.

Na het succes in Yorktown ging de Franse vloot naar West-Indië als deel van hun plan om een invasie te doen op de Britse kolonie Jamaica. In april 1782, bij de Slag van de Saintes, leed de Franse vloot een grote nederlaag en werd admiraal de Grasse gevangengenomen door de Britten.
Zowel Frankrijk als Groot-Brittannië hadden begrepen dat deze overwinning de Britse controle over de volle zeeën behield. Sinds 1779 hadden de geallieerden ook een beleg gedaan bij de Britse basis te Gibraltar. In 1782 mislukte een Frans-Spaanse aanval op Gibraltar en de forten werden kort nadien ontruimd. Dit betekende een groot probleem voor Vergennes aangezien Frankrijk aan Spanje beloofd had om te blijven vechten tot Gibraltar in Spaanse handen was. Dit kon als gevolg hebben dat Spanje de oorlog tegen Amerika definitief kon verlaten.
Deze twee nederlagen ondermijnden het Franse vertrouwen dat groeide na het succes in Yorktown. Vergennes werd meer en meer pessimistisch over de vooruitzichten voor de geallieerden in 1783. Hierdoor begonnen er vredesonderhandelingen op gang te komen. In 1782 haalde Vergennes Franse troepen uit Amerika om een democratische revolutie in de Republiek Genève neer te slaan, die in 1781 was uitgebroken.

## Vrede van Parijs
Hoe verder 1782 vorderde, hoe meer Vergennes gefrustreerd raakte. Hij vond dat de Verenigde Staten incapabel was om de grote sommen geld die ze van Frankrijk kregen te rechtvaardigen. Tegen Gilbert du Motier de la Fayette, die recent uit Amerika terugkeerde, merkte Vergennes op: "Ik ben niet wonderlijk tevreden met het land dat u net hebt verlaten. Ik vind het nauwelijks actief en erg veeleisend". Desondanks ontwikkelde hij een warme vriendschap met Benjamin Franklin, maar de Amerikaanse vredescommissarissen John Jay en John Adams wantrouwden de motieven van Vergennes en begonnen aparte vredesgesprekken met Britse gezanten.
Toen Vergennes dit in november 1782 ontdekte, voelde hij zich verraden, aangezien ze eerder overeengekomen waren dat als er vredesbesprekingen zouden komen Frankrijk mee zou mogen onderhandelen. Groot-Brittannië gunde de Amerikanen genereuze maatregelen, maar weigerde om Canada onafhankelijk te maken. Dit deed Vergennes opmerken dat "de Engelsen nog liever vrede kopen dan er te maken".
Gedurende de onderhandelingen die leidden tot de Vrede van Parijs probeerde Vergennes een evenwicht te vinden tussen de conflicterende belangen van Frankrijk, Spanje en de Verenigde Staten. Tegenover de Nederlandse Republiek was hij wel redelijk ongevoelig, omdat Vergennes geloofde dat hun teleurstellende inspanningen in de oorlog ervoor zorgde dat ze geen plaats konden krijgen aan de vredestafel. Hij speelde ook een erg belangrijke rol in het overtuigen van Spanje om een vredesverdrag te sluiten waarin stond dat ze Gibraltar niet terug kregen. Als dit niet gebeurd zou zijn, zou de oorlog minstens nog één jaar langer geduurd hebben en dat zouden de Franse nationale financiën niet aankunnen.
De vredesvoorwaarden tussen Frankrijk en Groot-Brittannië werden in januari 1783 vervolledigd. Omdat hij vreesde dat nog één jaar oorlog zou resulteren in verdere Britse overwinningen, was Vergennes bereid om een akkoord te sluiten. Frankrijk kreeg Tobago, verschillende handelsposten in Afrika en de handelsbesprekingen in Duinkerke kwamen ten einde. Vergennes beweerde dat de beperkte winsten in de oorlog hun deelname in de oorlog rechtvaardigde. Hiervoor werd hij bekritiseerd door de markies de Castries, die geloofde dat Frankrijk de meeste oorlogslasten had gehad terwijl de andere geallieerden de grootste winsten kregen.

## Laatste jaren

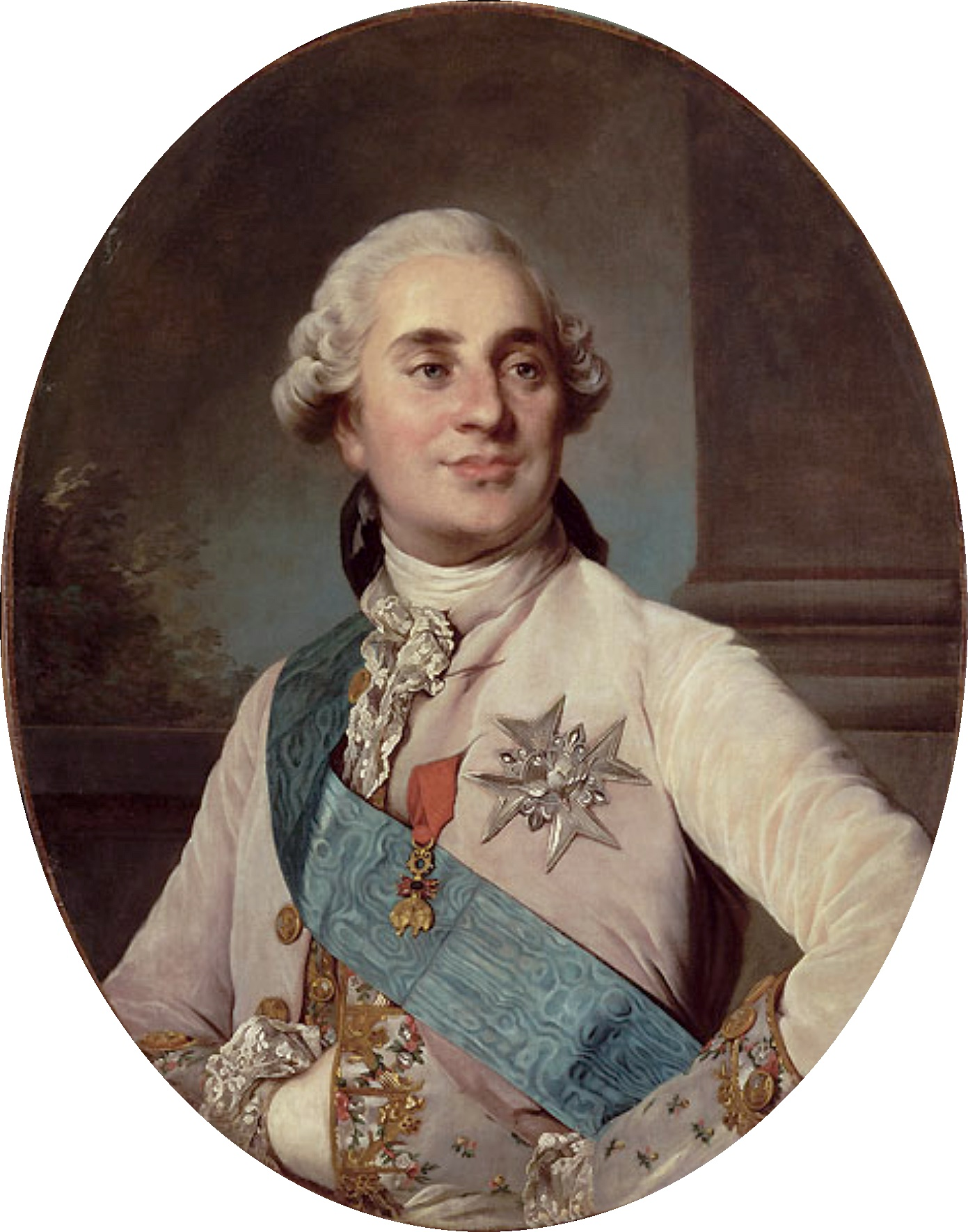
Lodewijk XVI, koning van Frankrijk van 1774 tot 1792. Vergennes was de minister die hij het meest vertrouwde. Tijdens de Franse Revolutie werd hij in 1793 geëxecuteerd.

### Buitenlandse politiek
Ondanks hun bewering dat ze de Amerikaanse Onafhankelijkheidsoorlog gewonnen hadden, begon de buitenlandse situatie voor Frankrijk de eerste jaren na 1783 erg te verslechteren. De financiële middelen van Frankrijk waren erg verminderd en Frankrijk was zelfs incapabel om zijn traditionele rol in Europa te behouden. Zo kon Frankrijk bij de Nederlandse crisis in 1787 niet voorkomen dat na een interventie van Pruisische troepen, de Fransgezinde en democratische patriotten naar Frankrijk vluchtten. De Franse diplomatieke terugtochten waren ook een belangrijke oorzaak van de Franse Revolutie.
Vergennes begon Lodewijk XVI aan te moedigen om expedities naar Indochina te sponsoren. Dit droeg bij tot de Franse exploratie en in de 19e eeuw werd Indochina een kolonie van Frankrijk.

### Binnenlandse politiek
In de binnenlandse zaken voerde Vergennes een conservatief beleid en kon door intriges minister van Financiën Jacques Necker in 1781 in ongenade brengen. Hij vond dat Necker, een uit het buitenland afkomstige protestant, een gevaarlijke vernieuwer was, dat hij in het geheim republikeins was en was bezorgd om zijn anglofiele visie. In 1781 werd Necker ontslagen en volgde Vergennes hem op als minister van Financiën. In 1783 ondersteunde hij de nominatie van Charles Alexandre de Calonne tot minister van Financiën.
Kort voor een vergadering met de Assemblee van Notabelen, waarvan gezegd wordt dat hij het had opgedrongen aan Lodewijk XVI, overleed Charles Gravier de Vergennes. De vergadering was enkele keren uitgesteld omdat hij wegens overwerk ziek geworden was, maar uiteindelijk overleed hij op 13 februari 1787. Toen Lodewijk XVI dit vernam, barstte hij in tranen uit en beschreef Vergennes als "de enige vriend waarop ik kon rekenen, de enige minister die me nooit ontgoochelde."
Na zijn dood verzwakte de nationale situatie van Frankrijk al snel en dit zorgde ervoor dat in 1789 de Franse Revolutie uitbrak. In januari 1793 werd de koning door de rebellen geëxecuteerd en Frankrijk raakte zelfs in oorlog met vele van zijn buurlanden. In de Terreur die volgde, werden veel tijdsgenoten en aanhangers van Vergennes opgesloten of onthoofd door de guillotine.

## Nalatenschap en populaire cultuur
Amerikaanse historici bestempelen Vergennes vaak als een visionair, wegens zijn steun aan de onafhankelijkheid van de Verenigde Staten. Andere historici geloven dan weer dat zijn steun aan de Verenigde Staten voor een enorme financiële puinhoop zorgde die ervoor zorgde dat enkele jaren later de Franse Revolutie uitbrak.
Volgens Ethan Allen werd de staat Vermont in de Verenigde Staten naar Vergennes vernoemd.
In de film Marie Antoinette uit 2006 werd Vergennes vertolkt door Guillaume Gallienne.
- Bibsys: 90908986
- Biblioteca Nacional de España: XX1188800
- Bibliothèque nationale de France: cb121606909 (data)
- Gemeinsame Normdatei: 118643142
- International Standard Name Identifier: 0000 0001 2118 3086
- Library of Congress Control Number: n81037228
- Nationale Bibliotheek van Tsjechië: jn20000701889
- Nationale Bibliotheek van Israël: 987007269290805171
- Nationale en Universitaire bibliotheek Zagreb: 000106626
- Nederlandse Thesaurus van Auteursnamen: 070604525
- Réseau des bibliothèques de Suisse occidentale: 02-A012421176
- LIBRIS: 312256
- SNAC: w6gr7mrq
- Système universitaire de documentation: 030128579
- Virtual International Authority File: 3791802
- WorldCat: E39PBJrKV8bcdHbBTjgC4hTmBP